# 淡竹乡
淡竹乡是中国浙江省仙居县所辖的一个镇。面积211.59平方千米，人口1.25万人。邮编：317317。

## 历史沿革
1949年建淡竹乡，1958年改淡竹管理区，1961年设淡竹公社，1984年改淡竹乡，1992年上井乡并入。附近的韋羌山上有著名神話時代遺跡仙居蝌蚪文。

## 行政区划
乡政府驻尚仁村。

下辖27个行政村：尚仁、下叶、下齐、石盟垟、下陈朱、冯科头、南木坑、西庄、山头吾、下郑、下芦、林坑、叶坑、昔下溪、朱坑里、黄坦、淡竹、沙湾、余坑、金山、齐坑、寮车、上井、龙潭头、吴山后、大坑头、上吴。